# Пйотр Стажеховський
Пйотр Стажеховський, чи Петро Старіховський зі Стажеховіц гербу Леліва (близько 1474 — 1 квітня 1554) — польський шляхтич, польський римо-католицький релігійний діяч. Представник роду Стажеховських.

## Життєпис
Народився близько 1474 року. Матір походила зі шляхти гербу Джевиця, матір батька — зі шляхти гербу Остоя, бабця — гербу Задора. В Познанській римо-католицькій капітулі засвідчив своє шляхетське походження.
Був перемишльським каноніком (за іншими даними, кантором) пробощом у Ярославі. Після номінації короля Сигізмунда І Старого був призначений Львівським латинським архієпископом 31 травня 1540 року (за іншими даними, з 1541), хоча не мав намірів посісти цю посаду. Був консекрований у костелі-колегіаті Ярослава перемиським єпископом Станіславом Тарлом. Був скромним, стежив за станом церковних маєтностей, звертався до пастви з амвона латинської катедри міста Львова. Бернард Потоцький разом з Пйотром Кмітою з Вісьнича і Станіславом Пілецьким підтвердив у 1515 році його шляхетство. 1542 року скликав Синод дієцезії.
Помер 1 квітня 1554 року від апоплексичного удару, проживши 80 років. За даними Каспера Несецького, був похований у крипті латинської катедри Львова, де йому був встановлений надгробок.
Станіслав Оріховський. Лист до нунція Джан-Франческо (Яна Франціска) Коммендоні (10 грудня 1564, Радимно): 
|  | У Львові посаду архієпископа займав тоді П. Стажеховський, муж доброчесний, але простий і грубий: його пов'язували вельми тісні зв'язки з моїм батьком. У переддень освячення… аби задовольнити батька, намовляв мене прийняти субдияконат, виставляючи ті самі докази, що й батько. Та я був глухим до лайки. Нарешті, обурений впертими наполяганнями, відкинув всяке почуття пристойності,… не лякаючись архієпископа, в присутності батька і багатьох присутніх сказав, що … піду за родом …матері… колись одружуся. Усміхнувся на це архієпископ. «…потім побачимо… тепер чини, як ми хочемо.» … коли дійшов до мене… я, який попереднього дня прийшов додому … напідпитку…, утримався від святого причастя. … Коли ж побачили, що я став субдияконом і без того…, вирішили, що …освячення …дивним чином буде спаплюжене.… на 30-й рік життя …отримав від од … архієпископа дияконат, а згодом капланство… |

## Опис Б. Зиморовича
Історик та бурґомістр Львова Бартоломей Зиморович, що був майже сучасником Стажеховського та добре знав його життя, залишив коротку характеристику архієпископа, як сумлінного, але вкрай нетерпимого релігійного діяча, що часто використовував мову ненависті щодо не-католицьких мешканців міста. Зокрема руських священиків він відпихав палкою з дороги перед тим закриваючи носа, щоб не чути їх запаху: 
|  | Звертаючись до пастви, переконував її сльозами, що були у нього для красномовства, більше переконуючи плачем, ніж промовою, турків звичайно називав прибічниками антихриста, євреїв підданими злих духів, попів бантами (фракійські жерці, що очищувалися через омовіння — прим. пер.), вбивцями душ, посохом відкидав їх з дороги, спочатку затуляючи ніздрі, щоб не наразитися на їх сморід. |